# Ryszard Jan Harajda
Ryszard Jan Harajda (ur. 22 kwietnia 1921 w Stryju, zm. 22 kwietnia 1999 w Zielonej Górze) – polski nauczyciel, pedagog, dydaktyk, doktor nauk humanistycznych, działacz PTTK i pamiętnikarz.

## Życiorys
Był absolwentem Gimnazjum Ogólnokształcącego im. Ludwika Lorentza w Warszawie z 1937 – jego polonistą był Stanisław Helsztyński, następnie uczył się w I Państwowym Liceum im. Mieczysława Romanowskiego w Stanisławowie w klasie humanistycznej. Zdał maturę 17 maja 1939, został przyjęty na prawo na Uniwersytet Jana Kazimierza we Lwowie, jednak z powodu wybuchu wojny studiów nie rozpoczął. W latach 1940–1941 studiował matematykę w Instytucie Pedagogicznym (radzieckim) w Stanisławowie. W 1945 kontynuował studia z matematyki na Uniwersytecie Poznańskim, a następnie w Wyższej Szkole Pedagogicznej w Krakowie. Studia ukończył w Poznaniu, gdzie uzyskał magisterium z pedagogiki. Zaocznie zdobył też wykształcenie średnie bibliotekarskie w Ministerstwie Kultury i Sztuki w Warszawie. 28 października 1968 został doktorem nauk humanistycznych na Uniwersytecie im. Adama Mickiewicza w Poznaniu. W czasie II wojny w latach 1942-1945 pracował jako księgowy  w Warsztatach Kolejowych w Stanisławowie. Studiując w latach 1945-1947 pracował jako nauczyciel na Kursach Oświaty dla Dorosłych w Luboniu koło Poznania. W latach 1947–1974 pracował jako nauczyciel w  Technikum Handlowym w Poznaniu do 1955 będąc także bibliotekarzem 1947–1955, a w latach 1964–1972 zastępcą dyrektora szkoły. W 1974 przeniósł się jako wykładowca dydaktyki, andragogiki i turystyki na Wyższą Szkołę Pedagogiczną w Zielonej Górze. Był prodziekanem Wydziału Pedagogicznego (1 kadencja) oraz przez 2 kadencje członkiem Senatu WSP.
31 grudnia 1944 wziął ślub w kolegiacie w Stanisławowie z  Heleną Anną Jasielską córka kapitana WP Jana Macieja Jasielskiego.  Zmarł w dniu swoich 78 urodzin w Zielonej Górze i został pochowany na cmentarzu Junikowo w Poznaniu.

## Działalność społeczna
- PTTK – działalność na różnych szczeblach, m.in. Prezes Koła PTTK w Technikum Handlowym w Poznaniu, Przewodniczący Okręgowej Komisji Turystyki Pieszej i Turystyki Młodzieżowej w Poznaniu, Prezes Zarządu Wojewódzkiego w Zielonej Górze, członek Zarządu Głównego – wiceprzewodniczący Komisji Krajoznawczej Zarządu Głównego PTTK, członek honorowy PTTK,
- ZNP –wiceprzewodniczący Rady Zakładowej przy WSP,
- ZHP – opiekun drużyny w Technikum Handlowym w Poznaniu,
- Polskie Towarzystwo Pedagogiczne,
- Polskie Towarzystwo Schronisk Młodzieżowych,
- Stronnictwo Demokratyczne.

## Publikacje
To około 200 pozycji. Między innymi:
- Poznańskie Technikum Handlowe im. Oskara Langego w Poznaniu w latach 1945–1966 – PWN Poznań 1967 współautor razem z Edwardem Eisbrennerem i Czesławem Siwińskim,
- Chodzież, Ujście i okolice – informator turystyczny dla młodzieży szkolnej – PTSM Warszawa 1975,
- Samokontrola ucznia jako środek intensyfikacji w nauczaniu matematyki – WSP Zielona Góra 1979,
- Widokówki w krajoznawstwie (Gościniec 1984 / 7),
- Krajoznawstwo literackie – Ziemia 1982 współautor z prof. Polą Kuleczką,
- Słownik Krajoznawstwa Literackiego- Wielkopolska – kwartalnik krajoznawczo turystyczny – Poznań styczeń – czerwic 1992/5/29,
- Andragogika – WSP Zielona Góra 1991,
- Myślę o Lwowie – POLFINO Poznań 1993,
- Patrzę na fotografie… (wspomnienia o Stanisławowie) – POLFINO Poznań 1994 wspólnie z Janem Boczarem, prof. Heleną Harajdą, Romanem Harajdą, prof. Tadeuszem Rudnickim.
- W Stanisławowie w czasie okupacji – maszynopis w Instytucie Lwowskim w Warszawie, nagrodzony wyróżnieniem honorowym na konkursie Towarzystwa Miłośników Lwowa i Kresów Południowo-Wschodnich oraz redakcji „Rocznika Lwowskiego” 1995,
- Stanisławowiacy pół wieku później – praca zbiorowa pod redakcją Ryszarda Harajdy – POLFINO Poznań 1996,
- Mój Stanisławów – POLFINO Poznań 1997,
- Roman Harajda – artysta – malarz pedagog – wydanie własne Poznań 1997 – wspólnie z Janem Harajdą i Marią Harajdą – Wojciechowską,
- By zawsze wiedziały o co chodzi – Rozmowa z Ryszardem Harajdą – Anny Plenzler – Głos Wielkopolski 27.11.1998 r.
- Świat NIEpożegnany – Grzebałem stanisławowskich Żydów 12 X 1941 r. strony 5, 717, 1064 – Instytut Studiów Politycznych PAN, Oficyna Wydawnicza Rytm, Polonia Aid Fundation Trust – Warszawa – Londyn – 2004 r.

## Odznaczenia i wyróżnienia

### Za pracę zawodową
- Medal 10-lecia Polski Ludowej – 1955
- Odznaka Honorowa Miasta Poznania – 1967
- Złoty Krzyż Zasługi – 1974
- Medal Komisji Edukacji Narodowej – 1977
- Medal za zasługi dla Zielonej Góry – 1980
- Krzyż Kawalerski Orderu Odrodzenia Polski – 1983
- Medal 40-lecia Polski Ludowej – 1984

### Za działalność społeczną
- Srebrna odznaka PTTK – 1968
- Złota Odznaka ZNP – 1971
- 100-lecie zorganizowanej Turystyki w Polsce – 1973
- Honorowa Odznaka Ruchu Przyjaciół Harcerstwa – 1973
- Odznaka Zasłużonego działacz FRJ – 1974
- Odznaka Zasłużony w pracy PTTK wśród młodzieży – 1976
- Złota Odznaka PTTK – 1976
- Medal 25 – lat KTP PTTK – 1977
- Medal za wybitne zasługi w krzewieniu krajoznawstwa – 1980
- Odznaka „Zasłużony Działacz Turystyki” – 1981
- Medal 30 – lat KTP PTTK – 1982
- Medal SD – zasłużony w pracy społeczno – politycznej – 1984
- Medal za zasługi dla Zielonej Góry (po raz drugi) – 1984
- 25 lat w PTTK – 1985
- Odznaka „Zasłużony Działacz Kultury” – 1986
- Honorowy Członek PTTK – 1990

### Wyróżnienia regionalne
- Honorowy Dysk WKKFiT Poznań – 1974
- Honorowa Odznaka „Za rozwój turystyki i krajoznawstwa Oddziału Poznańskiego PTTK” – 1975
- Odznaka Przyjaciel Ziemi Lubuskiej – 1978
- Odznaka Przyjaciel Wielkopolski – 1979
- Złota Honorowa Odznaka WKKFiT Kalisz – 1980
- Odznaka Oddziału PTTK w Żarach – 1980
- Odznaka „Za zasługi dla rozwoju województwa zielonogórskiego” – 1983

### Wielokrotne nagrody
- Ministra Oświaty
- Przewodniczącego GKKFiT
- Rektora WSP w Zielonej Górze